# 2009 en animation asiatique
Voir aussi: 2009 au cinéma - 2009 à la télévision
2008 en animation asiatique - 2009 en animation asiatique - 2010 en animation asiatique

## Évènements
- 15 mars : Création de Wakanim
- 2 au 5 juillet : Japan Expo (10e impact)

## Récompenses
- Liste des résultats des Japan Expo Awards

## Principales diffusions en France

### Films
- 8 avril : Ponyo sur la falaise
- 14 octobre : Panda Petit Panda

### Séries télévisées
- 5 janvier : Les Supers Nanas Zeta
- 11 avril : Fullmetal Alchemist: Brotherhood
- Septembre : Yu-Gi-Oh! 5D's

## Principales diffusions au Japon

### Films
- 7 mars : Keroro, Le super Film: Les guerriers du dragon
- 20 mars : Eiga Precure All-stars DX Minna Tomodachi Kiseki no Zen'in Dai-Shuugou
- 27 juin : Evangelion: 2.0 You Can (Not) Advance
- 18 juillet : Pokémon : Arceus et le Joyau de la vie
- 1er aout : Summer Wars
- 1er aout : Naruto Shippuden : La Flamme de la volonté
- 22 août : Gekijōban Yatterman Shin Yattāmeka Daishūgō! Omocha no Kuni de Daikessen Dakoron!
- 3 octobre : Tales of Vesperia: First Strike
- 23 décembre : Yona, la légende de l'oiseau-sans-aile (Yonayona pengin)

### OAV
- 30 janvier : Seto no Hanayome OVA Gi
- 6 mars : Hayate no Gotoku! saison 2 Episode 0
- 4 avril : To Love-ru

### Séries télévisées
- 1er janvier : Shikabane Hime Kuro
- 3 janvier : White Album
- 3 janvier : Akikan!
- 4 janvier : Minami-ke -Okaeri-
- 5 janvier : Sora wo kakeru shôjo
- 8 janvier : Asu no Yoichi!
- 8 janvier : Kurokami The Animation
- 9 janvier : Tetsuwan Birdy: Decode (Saison 2)
- 12 janvier : Slayers Evolution-R
- 1er février : Fresh Pretty Cure!
- 2 février : Yatterman (saison 3)
- 2 avril : Basquash!
- 2 avril : K-ON!
- 2 avril : Pandora Hearts
- 2 avril : Suzumiya Haruhi no yūutsu
- 2 avril : Asura Cryin'
- 3 avril : Hayate no Gotoku!! (saison 2)
- 3 avril : Basquash!
- 4 avril : Détective Conan (déplacement de diffusion)
- 4 avril : Gokujō!! Mecha Mote Īnchō
- 4 avril : Shin Mazinger
- 5 avril : Cross Game
- 5 avril : Guin Saga
- 5 avril : Fullmetal Alchemist: Brotherhood (Hagane no Renkin jutsushi FullMetal Alchemist)
- 5 avril : Yatterman (Saison 4) (déplacement de diffusion)
- 5 avril : Beyblade Metal Fusion
- 6 avril : 07-Ghost
- 12 avril : Bakugan Battle Brawlers: New Vestroia
- 24 juin : Umi monogatari
- 2 juillet : Needless
- 2 juillet : Aoi Hana
- 3 juillet : Bakemonogatari
- 4 juillet : Element Hunters
- 9 juillet : Tokyo Magnitude 8.0
- 13 septembre : Battle Spirits Shonen Gekiha: Dan
- 1er octobre : DARKER THAN BLACK -Ryūsei no Gemini-
- 1er octobre : Asura Cryin' 2
- 3 octobre : Inu-Yasha: Dernière acte
- 3 octobre : To aru kagaku no Railgun
- 3 octobre : Shugo Chara Party!
- 7 octobre : 11eyes: Tsumi to Batsu to Aganai no Shôjo
- Octobre : Shin Koihime Musō
- Décembre : Ladies Versus Butlers!